# 업록스
업록스(영어: Uproxx)는 2008년 자렛 마이어와 브라이언 브레이터가 세운 엔터테인먼트 및 대중 문화 관련 뉴스 웹사이트이다. 18세에서 34세까지의 연령의 사람들을 타겟으로 하고 있다. 2018년 8월 워너 뮤직 그룹에 인수되었으며, 마이어와 CEO 벤저민 블랭크는 기업의 중요 직책에 계속 남았다.

## 역사
업록스는 2008년 자렛 마이어와 브라이언 브레이터가 설립하였다. 두 명은 1996년 힙합 레이블인 로커스 레코드를 세운 적이 있었고, 유튜브 미디어 컴퍼니인 빅 프레임을 2011년에 공동으로 설립하였다. 초창기의 업록스는 블로그의 네트워크였으며, 설립자들이 후에 크리에티브 디렉터로 계약한 팻 펭귄 미디어의 설립자 라이언 페리로부터 위드 레더와 필름드렁크를 인수하는 등 다른 블로그의 소유자들과 파트너십을 맺으면서 만들어졌다.
업록스는 우븐 디지털(Woven Digital(에 2014년 4월 인수되었다. 마이어는 우븐에 출판계의 총지배인으로 들어갔다.